# A Certain Ratio
A Certain Ratio ist eine britische Band aus Manchester, die 1977 gegründet wurde.

## Geschichte
A Certain Ratio entstammt dem Umfeld des Independentlabels Factory Records (bekannt durch Joy Division, New Order etc.). Auf ihren ersten Veröffentlichungen klingen sie wie eine Nachfolgeband von Joy Division. Nach einem Trip nach New York im Jahre 1980 entwickelten sie sich schnell in Richtung Funk. Das Album To Each (1981) ist geprägt durch afrikanische Perkussion, Funky Drums und Bass sowie Grabesstimmung im Stile der Joy Division. Nach der Veröffentlichung des Albums Sextet, das den Sound des Erfolgsalbums fortführte, verließ Sänger Simon Topping die Band. Diese wendete sich dann dem kompromisslosen Jazz-Funk-Sound zu. Im Laufe der Jahre näherten sie sich immer weiter dem eingängigen Popsound mit Funk-Elementen zu.

## Diskografie

### Alben
- 1980: The Graveyard and the Ballroom
- 1981: To Each …
- 1981: The Double 12″
- 1982: Sextet
- 1983: I’d Like to See You Again
- 1986: Force
- 1989: Good Together
- 1990: acr:mcr
- 1992: Up in Downsville
- 1997: Change the Station
- 2008: Mind Made Up
- 2020: ACR Loco
- 2023: 1982
- 2024: It All Comes Down to This

### Kompilationen
- 1985: A Certain Ratio Live in America (Livealbum)
- 1986: The Old and the New (Singles-Kompilationen)
- 1994: Looking for a Certain Ratio (Remixalbum)
- 2002: Early
- 2005: Live in Groningen

### Singles (Auswahl)
- 1989: The Big E (I Won’t Stop Loving You)
- 1989: Good Together
- 1990: Won’t Stop Loving You